# Adrian Sikora (tenista)
 Adrian Sikora  (nacido el 5 de julio de 1988 en Žilina) es un tenista profesional eslovaco.

## Carrera
Su mejor ranking individual es el Nº 275 alcanzado el 24 de febrero de 2014, mientras que en dobles logró la posición 384 el 5 de diciembre de 2011.
No ha logrado hasta el momento títulos de la categoría ATP ni de la ATP Challenger Tour, aunque sí ha obtenido varios títulos Futures tanto en individuales como en dobles.